# Îles Amirante
Les îles Amirante ou Les Amirantes, en anglais : Amirante Islands, est un archipel des Seychelles baigné par l'océan Indien, à environ 260 km à l'ouest-sud-ouest des îles Intérieures.

## Géographie
Les îles Amirante sont situées dans le nord-est des Seychelles et des îles Extérieures. Elles sont entourées par les îles Intérieures en direction du nord-est et par le groupe Alphonse distant de 90 kilomètres vers le sud.
L'archipel est composé de trois atolls et neuf cayes, qui comprennent 26 îles et îlots, auxquels s'ajoute un récif corallien émergé et un récif corallien submergé. Toutes ces formations reposent sur le plateau des Amirante profond de 25 à 70 mètres hormis l'île Desroches à l'est et le récif Lady Denison-Pender au nord.
| Nom                              | Type           | Superficie (km2) | Population | Densité (hab/km2) |
| -------------------------------- | -------------- | ---------------- | ---------- | ----------------- |
| Banques africaines (île du Nord) | caye           | 0,3              | 0          | 0                 |
| Banques africaines (île du Sud)  | caye           |                  | 0          | 0                 |
| Île d'Arros                      | caye           | 1,5              | 15         | 10                |
| Récif Bertaut (Sand Cay)         | caye           | 0,002            | 0          | 0                 |
| Caye Boudeuse                    | caye           | 0,01             | 0          | 0                 |
| Île Desnœufs                     | caye           | 0,35             | 0          | 0                 |
| Île Desroches                    | atoll          | 3,24             | 50         | 15,43             |
| Caye Étoile                      | caye           | 0,01             | 0          | 0                 |
| Récif Lady Denison-Pender        | récif submergé | 0                | 0          | 0                 |
| Île Marie Louise                 | caye           | 0,526            | 15         | 28,52             |
| Îles Poivre (3 îles)             | atoll          | 2,48             | 10         | 4,03              |
| Île Remire                       | caye           | 0,27             | 0          | 0                 |
| Récif Remire                     | récif émergé   | 0                | 0          | 0                 |
| Atoll Saint-Joseph (13 îles)     | atoll          | 1,21             | 10         | 8,26              |
| Îles Amirante                    | archipel       | 9,9              | 100        | 10,1              |

## Histoire
Les îles Amirante ont été découvertes en 1502 par Vasco de Gama au cours de son second voyage. Il les dénomme Ilhas do Almirante qui signifie en français « Îles de l'Amiral ». L'archipel aurait pu être découvert par des marchands arabes ou indiens mais il n'en existe aucune trace.
L'archipel est alors rattaché aux Seychelles dont la souveraineté française, réclamée en 1742, est reconnue en 1756. Au lendemain des guerres napoléoniennes, les îles Amirante passent aux mains des Britanniques avec le traité de Paris en 1814 et sont rattachées à la colonie de Maurice. Lorsque les Seychelles sont détachées en 1909 de Maurice, les îles Amirante sont rattachées à la nouvelle colonie. Le 8 novembre 1965, dans le cadre de l'indépendance prochaine de Maurice, le territoire britannique de l'océan Indien est créé en regroupant plusieurs îles et archipels dont l'île Desroches qui est détachée de la colonie des Seychelles. L'intérêt pour les Britanniques est alors de pouvoir disposer de facilités militaires dans l'océan Indien qui peuvent aussi profiter aux États-Unis. Le 23 juin 1976, l'île Desroches est restituée aux Seychelles qui accèdent à l'indépendance six jours plus tard.